# 松山市立小野小学校
松山市立小野小学校（まつやましりつ おのしょうがっこう）は、愛媛県松山市平井町3673番地にある公立小学校。

## 概要

### 校訓
- よく考え かんばる子
- りっぱな行い やさしい子
- きまりを守る 元気な子[1]

### 与力松
1947年（昭和22年）12月23日、文部省より天然記念物に指定された。樹高35m、目通り（目の高さ=地上1.3mでの幹周り）5.3mに達し、樹齢900年以上と言われたが、1980年（昭和55年）12月、松食虫による枯死のため、伐採された。
現在は、小野小学校のシンボルとして、与力松を型どった原型が「与力の丘」にあるほか、その2世にあたる樹も立っている。

### 服装
標準服の着用が義務付けられている。

## 沿革

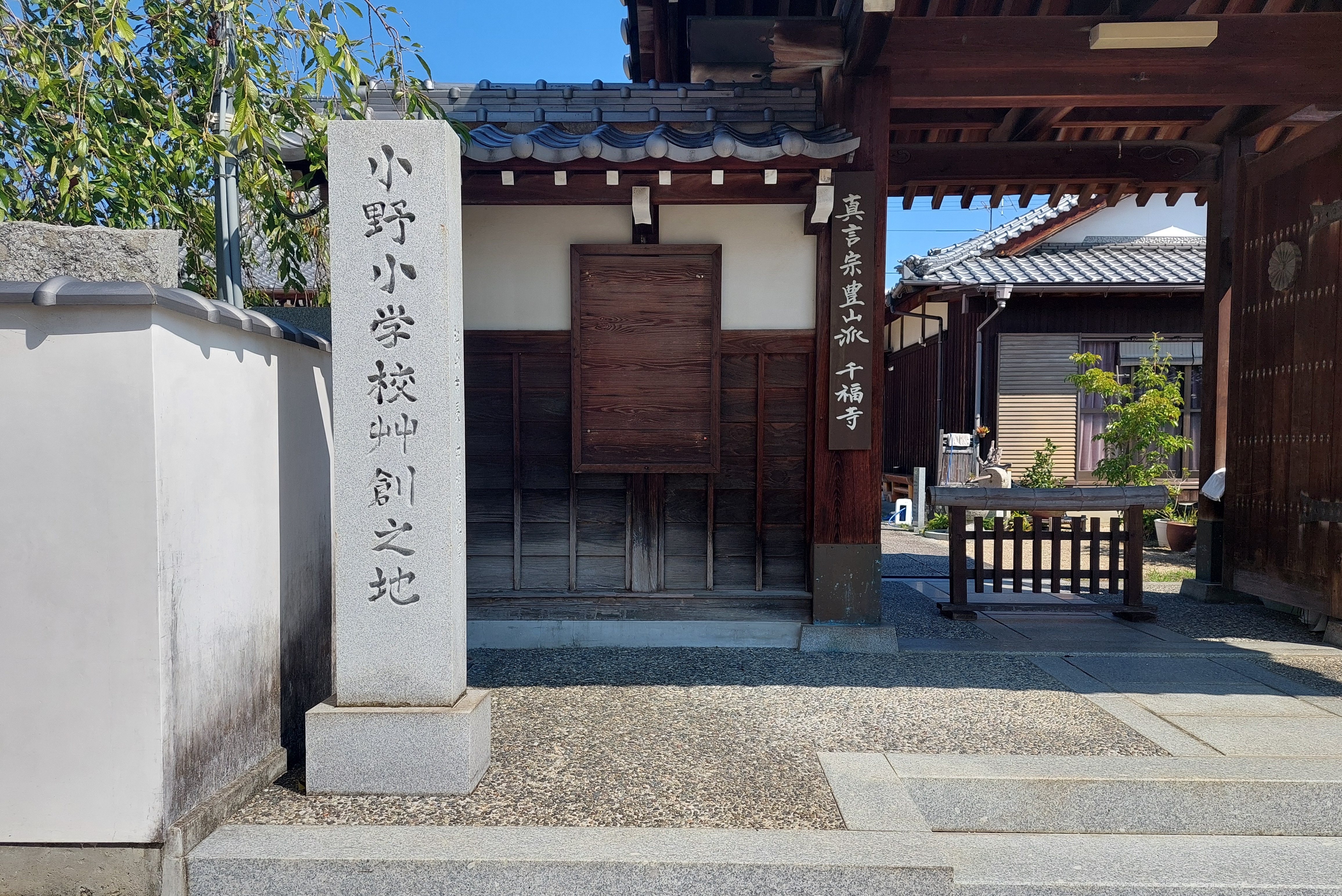
千福寺門前の小野小学校草創之地碑

- 1874年（明治07年）1月 - 汐見学校設立
- 1875年（明治08年）3月 - 千福寺学校設立
- 1881年（明治14年）4月 - 千福寺学校を平井小学校と改める
- 1887年（明治20年）4月 - 汐見学校を廃し平井小学校に統合し、苅屋に移転 苅屋小学校と改称
- 1890年（明治23年）1月 - 小野尋常小学校と改称
- 1901年（明治34年）4月 - 小野尋常高等小学校開校
- 1941年（昭和16年）4月 - 小野村国民学校と改称
- 1947年（昭和22年）4月 - 小野村立小野小学校と改称
- 1961年（昭和36年）12月 - 小野村の松山市編入により、松山市立小野小学校に改称

## 著名な出身者
- 兵頭由希（バレーボール選手：デンソー・エアリービーズ）